# 傀儡公司
傀儡公司、幌子公司或伪公司（英語：dummy corporation）是为一家或多家公司设立的掩护机构。它可以看起来像是真实的（徽标、网站，账本有时还雇用实际员工），但缺乏独立运作的能力。傀儡公司的唯一目的是“背锅”——保护个人或其他公司免于承担责任。
傀儡公司经常由设立者的亲属、律师、代理人或代持者在国内外设立，目的是掩盖真实所有者或控制者。

## 延伸阅读
- 空壳公司